# Hip hop iraní
El hip hop iraní, también conocido como hip hop persa, se refiere a la música hip hop desarrollada en Irán. Tiene sus raíces en la cultura del hip hop americano, pero también se le atribuye inspiración de la música iraní contemporánea.

## Historia
El movimiento de música hip hop iraní surgió en la década de 2000, en la capital del país, Teherán. Raperos underground iraníes comenzaron la grabación de mixtapes, y más tarde combinaron el hip hop con elementos de la música clásica iraní.
La historia exacta de las actividades de los raperos iraníes no es posible, especialmente debido al hecho de que los artistas estaban siempre bajo presión. Sin embargo, es probable que Sorush Lashkari, conocido por su nombre artístico Hichkas, es una de las personas que fundaron el grupo de música 021, uno de los primeros grupos en grabar música hip hop en Irán. Hichkas tiene un estilo lírico único teísta y nacionalista, evitando palabras vulgares, al referirse a los problemas sociales. Su primer álbum, Jangale Asfalto ("Jungla de asfalto"), fue uno de los primeros álbumes hip hop publicado ilegalmente en Irán, el cual le valió mucho reconocimiento en comunidades iraníes. También destaca el hecho de que el grupo 021 fue cofundado por el dúo Yashar y Shayan, que ahora están activos como un grupo underground llamado Vaajkhonyaa.
Zedbazi, grupo hip hop fundado en abril de 2002, son conocidos como pioneros del rap gangsta en Irán. Rápidamente lograron una enorme popularidad entre los jóvenes, debido, principalmente, a sus controvertidas letras llenas de blasfemias y descripciones de encuentros sexuales y uso de drogas. También se les atribuye la creación de un nuevo movimiento en la música iraní.
Bahram Nouraei, un cantante de hip hop underground y ex detenido iraní, fue catalogado como una de las "50 Personas, formando la Cultura de Oriente Medio" por HuffPost en agosto de 2012. Su obra más popular, Inja Irane ("Aquí es Irán"), es descrita como una "crítica mordaz del país" por Rolling Stone.
Yas fue el primer rapero iraní en ser autorizado para presentarse por el gobierno. Alcanzó fama nacional por escribir una canción titulada CD ro Beshkan ("Romper el disco"), acerca de Zahra Amir Ebrahimi, una conocida actriz iraní que fue víctima de un escándalo por vídeo sexual. El 21 de diciembre de 2011, fue elegido por los votantes como el "Artista de la Semana" en MTV, llamado el "contundente MC de Teherán ".